# Pongsakon Seerot
Pongsakon Seerot (thailändisch พงศกร สีรอด; * 4. April 1994 in Kalasin), auch als Kai (thailändisch ไก่) bekannt, ist ein thailändischer Fußballspieler.

## Karriere
Das Fußballspielen erlernte Pongsakon Seerot in der Jugendmannschaft des Erstligisten Chonburi FC in Chonburi. Seinen ersten Vertrag unterschrieb er 2013 beim Drittligisten Phanthong FC in Phanthong. Nach einem halben Jahr wechselte er Mitte 2013 zu seinem Jugendverein Chonburi FC. 2014 wurde er an den Trat FC ausgeliehen. Der Verein aus Trat spielte in der zweiten Liga, der Thai Premier League Division 1. In seiner Zeit bei Chonburi spielte dreimal in der ersten Liga, der Thai Premier League. 2015 ging er nach Bangkok und schloss sich dem Ligakonkurrenten TOT SC an. Nach einer Saison unterschrieb er einen Vertrag beim ebenfalls in Bangkok beheimateten Bangkok United. Hier wurde er umgehend an den Erstligisten Sukhothai FC ausgeliehen. Nach Suphanburi zum Suphanburi FC wurde er die Saison 2017 ausgeliehen. Die Saison 2018 wechselte er ebenfalls auf Leihbasis zum Trat FC nach Trat. Mit dem Verein wurde er Vizemeister der Thai League 2. Nach Ende der Vertragslaufzeit bei United nahm ihn 2019 der Zweitligist JL Chiangmai United FC aus Chiangmai unter Vertrag. Im März 2021 feierte er mit Chiangmai die Vizemeisterschaft und den Aufstieg in die erste Liga. Nach einer Saison in der ersten Liga musste er mit Chiangmai nach der Saison 2021/22 wieder in die zweite Liga absteigen. Nach insgesamt 81 Ligaspielen für Chiangmai wechselte er im Dezember 2022 zum ebenfalls in der zweiten Liga spielenden Trat FC. Am Ende der Saison 2022/23 feierte er mit Trat die Vizemeisterschaft und den Aufstieg in die erste Liga. Nach 15 Zweitligaspielen für Trat wurde sein Vertrag im Sommer 2023 nicht verlängert.

## Erfolge
Trat FC
- Thailändischer Zweitligavizemeister: 2018  ▲
- Thailändischer Zweitligavizemeister: 2022/23  ▲

Chiangmai United FC
- Thailändischer Zweitligavizemeister: 2020/21  ▲